# 青森県道146号浪岡北中野黒石線
青森県道146号浪岡北中野黒石線（あおもりけんどう146ごう なみおかきたなかのくろいしせん）は、青森県青森市から黒石市に至る一般県道である。

## 概要
青森市浪岡大字浪岡で青森県道13号大鰐浪岡線から分岐し、東北自動車道と並行しながら途中高舘パーキングエリアの西側を通りながら南下し、浪岡大字北中野・黒石市竹鼻を経由して黒石市野添町で再び青森県道13号大鰐浪岡線に合流する。

### 路線データ
- 起点 : 青森市浪岡[1]
- 終点 : 黒石市[1]

## 歴史
- 1961年（昭和36年）2月10日 - 県道に認定される[1]。

## 地理

### 交差する道路
- 青森県道13号大鰐浪岡線（青森市浪岡大字浪岡、起点）
- 青森県道148号畑中竹鼻線（黒石市竹鼻）
- 青森県道226号酸ケ湯黒石線（黒石市上十川）
- 青森県道13号大鰐浪岡線（黒石市野添町、終点）

### 沿線の施設など
- 青森市役所浪岡庁舎
- 青森農業協同組合 北中野支店
- 青森市立本郷小学校
- 青森南警察署 本郷駐在所
- 浪岡本郷郵便局
- 黒石市立六郷小学校
- 津軽みらい農業協同組合 六郷支店
- 黒石市立六郷中学校
- 黒石市立上十川小学校
- 黒石あけぼの病院
- 青森県立黒石商業高等学校
- 黒石警察署 本署